# Bogo de Clare
Bogo de Clare (auch Beves oder Bovo genannt; * 21. Juli 1248; † 26. Oktober 1294) war ein englischer Geistlicher, der wegen seiner Ämterhäufung bekannt wurde.

## Herkunft
Bogo de Clare entstammte der anglonormannischen Familie Clare. Er war der jüngste Sohn von Richard de Clare, 2. Earl of Gloucester und von dessen Frau Maud de Lacy. Sein ältester Bruder war Gilbert de Clare, der 1262 ihren Vater beerbte.

## Aufstieg als Geistlicher
Bereits als Kind wurde Bogo für eine geistliche Laufbahn bestimmt. Sein Vater verschaffte ihm 1255, als er sieben Jahre alt war, einen päpstlichen Dispens, damit er seine ersten Pfründen erhalten konnte, und er wurde zum päpstlichen Kaplan ernannt. Zusammen mit seinem Bruder Thomas studierte er von 1257 bis 1259 in Oxford. Schon bald nach seinem Studium begann Bogo zahlreiche weitere kirchliche Pfründen und Ämter zu sammeln. Bis 1280 war er, entgegen den Bestimmungen des vierten Laterankonzils, Inhaber von dreizehn Rektoraten und drei Kanonikerstellen geworden. Bis zu seinem Tod wurde er dazu noch Kämmerer des Erzbistums York, Kanzler der Diözese Llandaff und Inhaber von insgesamt elf weiteren Kanonikerstellen. Obwohl er kein hohes kirchliches Amt innehatte, hatte er durch diese Ämterhäufung zum Zeitpunkt seines Todes ein geschätztes Jahreseinkommen von etwa £ 1500. Dazu hatte er von seinem Vater mehrere Güter in Usk, einer Herrschaft in den Welsh Marches, erhalten.

## Tätigkeit als Geistlicher
Trotz seiner Vielzahl an kirchlichen Ämtern hatte Bogo an seinen geistlichen Aufgaben fast überhaupt kein Interesse. Mit der Erledigung der Aufgaben seiner in ganz England verteilten Ämter betraute er bezahlte Vikare, während er selbst niemals zum Priester geweiht wurde. Als Erzbischof William of Wickwane von York ihn 1283 aufforderte, innerhalb eines Jahres die Weihe nachzuholen, ignorierte er einfach diese Aufforderung. Bei vielen Bischöfen und anderen Prälaten, darunter Erzbischof John Peckham von Canterbury, war er wegen seiner Ämterhäufung und der Missachtung seiner geistlichen Pflichten verhasst. Er missbrauchte seine Ämter für Vetternwirtschaft und Bestechung und wohnte in einem luxuriösen Anwesen in London. Dieses verließ er nur, um sich für neue Ämter einzusetzen oder um rein weltliche Belange, oft für seinen Bruder Gilbert, zu erledigen. Dabei pflegte er regelmäßige Kontakte zu zahlreichen Baronen, darunter Roger de Mowbray, Edmund Mortimer of Wigmore und John Hastings of Abergavenny, die auch mit seinem Bruder befreundet waren. Im Gegenzug verhalfen diese ihm zu weiteren kirchlichen Ämtern. 1285 half Bogo seinem Bruder Gilbert, wegen eines Rechtsstreits den Abt von St Augustine’s Abbey in Bristol in Cardiff Castle zu inhaftieren. Durch den Einfluss seines Bruders, der einer der mächtigsten Barone der Welsh Marches war, wurde er 1287 Kanzler der walisischen Diözese Llandaff. Im Gegenzug versuchte Bogo die Ernennung von Philip de Staunton zum neuen Bischof von Llandaff zu verzögern, damit Gilbert während der Vakanz des Bistums die Erträge der in seinen Herrschaften gelegenen Güter des Bistums behalten konnte. Um 1270 hatte Bogo die Heirat seiner Schwester Margaret mit Earl Edmund of Cornwall vermittelt. Als dieser sich von Margaret trennte, soll Bogo von dem Cousin des Königs 1290 verlangt haben, sich vor dem Erzbischof von Canterbury zu verantworten und ihm mit der Exkommunikation gedroht haben. Da er diese Drohung während des Parlaments in Westminster Hall ausgesprochen hatte, wurde Bogo schwer bestraft. Er wurde im Tower of London inhaftiert und der König verhängte eine Geldbuße von 2000 Mark. Dies gilt als einer der frühesten bekannten Fälle, in dem ein Angehöriger des Parlaments den Schutz genoss, der heute als parlamentarische Immunität bekannt ist. Auf Fürsprache von Königin Eleonore kam Bogo jedoch bald wieder frei und die Geldbuße wurde auf 1000 Mark reduziert. Die Königin soll ihm sogar das Geld geliehen haben, da er wenige Jahre zuvor einem ihrer Hofgeistlichen eine Pfarrstelle im Erzbistum York vermittelt hatte. Wenig später verstieß Bogo erneut gegen die Friedenspflicht während des Parlaments. Diesmal sollte er sich vor Erzbischof John Peckham verantworten, doch er soll den Boten, der ihm das Schreiben überbrachte, gezwungen haben, das Schreiben samt Siegel zu essen.